# Dytiscoidea
Super-famille
Les Dytiscoidea forment une super-famille de coléoptères du sous-ordre des Adephaga. Il s'agit des "Hydradephaga" (= "Adephaga aquatica"), presque tous aquatiques.

## Familles
- Amphizoidae LeConte, 1853
- Aspidytidae Ribera, Beutel, Balke et Vogler, 2002
- Dytiscidae Leach, 1815
- Noteridae C. G. Thomson, 1860
- Pelobiidae Erichson, 1837 anciennement Hygrobiidae Régimbart, 1878

### Familles fossiles
- †Colymbothetidae Ponomarenko, 1993
- †Coptoclavidae Ponomarenko, 1961
- †Liadytidae Ponomarenko, 1977
- †Parahygrobiidae Ponomarenko, 1977